# Pardosa petrunkevitchi
Pardosa petrunkevitchi este o specie de păianjeni din genul Pardosa, familia Lycosidae, descrisă de Gertsch, 1934. Conform Catalogue of Life specia Pardosa petrunkevitchi nu are subspecii cunoscute.